# Крисчън Шепърд
Д-р Крисчън Шепърд (на английски: Dr. Christian Shephard) е герой от американския сериал „Изгубени“ на телевизия ABC. Ролята се изпълнява от Джон Тери. Той е бащата на главните герои Джак Шепърд (Матю Фокс), който става де факто лидер на оцелелите от полет 815 на Океаник, след като катастрофира на острова и Клеър Литълтън (Емили дьо Равин), друга оцеляла на острова. Той умира от сърдечен удар дни преди полета, което води до това историята му да бъде разказана чрез проблясъци в миналото. В четвърти и пети сезон той отново е показан на острова, привидно като пратеник на лидера на Другите, Яков (Марк Пелегрино). В шести сезон Мъжа в черно (Тайтъс Уеливър/Тери О'Куин) признава, че се е „превъплъщавал“ в Крисчън през първата седмица от катастрофата на полет 815. В българския дублаж на първите четири сезона Крисчън се озвучава от Борис Чернев, а в шести сезон на AXN от Стоян Алексиев.